# Edward Howard (1er baron Howard d'Escrick)
Pour les articles homonymes, voir Edward Howard.
Edward Howard, 1er baron Howard d'Escrick (décédé le 24 avril 1675) est un noble et un parlementaire anglais.

## Biographie
Il est le plus jeune fils de Thomas Howard (1er comte de Suffolk). Il est fait chevalier de l'Ordre du Bain. En 1624, il est élu député de Calne et de Wallingford et choisit de siéger pour Calne . Il est élu député de Hertford en 1628 mais est créé baron Howard d'Escrick le 12 avril 1628 .
Il est l'un des douze pairs qui signent la pétition sur les griefs qu'il présente à Charles Ier à York en 1640 . Il est très actif au début de la guerre civile anglaise. Il est l'un des dix lords choisis pour assister à l'Assemblée de Westminster avec 20 députés en tant qu'évaluateur non juriste, et est souvent nommé pour des négociations avec des responsables écossais. Cependant, il est exclu du Comité des deux royaumes et semble généralement jouer un rôle moins important dans les années suivantes.
Après l'abolition de la Chambre des lords en 1649, il siège à la Chambre des communes en tant que député de Carlisle, également membre du conseil d'État. En 1651, il est expulsé du parlement pour avoir accepté des pots-de-vin .
Il épouse Mary Butler, fille de John Boteler (1er baron Boteler de Brantfield) et d'Elizabeth Villiers, et a deux fils, Thomas, deuxième baron Howard d'Escrick, marié à Elizabeth Mordaunt, fille de John Mordaunt (1er comte de Peterborough) et William Howard (3e baron Howard d'Escrick), connu à la fois en tant que rebelle et en tant qu’informateur et agent double.